# Navka Planitia
La Navka Planitia è una struttura geologica della superficie di Venere.